# IDW Publishing
IDW Publishing, conosciuta anche come Idea + Design Works, LLC, IDW e IDW Comics, è una casa editrice statunitense di comic book, romanzi grafici, Art Books, Trade Paperbacks (volumi brossurati), raccolte di strisce a fumetti (o comic strip e sunday pages), e tabletop games (in genere indicano i Giochi da tavolo). La società è stata fondata nel 1999 ed è stata insignita del titolo di Publisher of the Year Under 5% Market Share negli anni 2004, 2005 e 2006 da parte di Diamond Comic Distributors. Vanta un vasto catalogo di fumetti pubblicati sia su licenza sia come fumetti originali, e oltre 80 titoli sono entrati a far parte della lista The New York Times Best Sellers, ovvero un elenco delle opere letterarie, in prosa, a fumetti o saggistica tra le più vendute nel mercato anglofono. Ha vinto 48 Eisner Awards e 27 Harvey Awards. 
Nel 2019 IDW è stata la quinta maggiore casa editrice di fumetti statunitense, dietro Marvel Comics, DC Comics, Image Comics e Dark Horse Comics. In aggiunta ai fumetti e alle graphic novel stampati, IDW ha oltre 650 libri in distribuzione digitale su diverse piattaforme.
La società è stata inizialmente nota per i fumetti horror, come 30 Days of Night e Dark Days. Per IDW hanno lavorato alcuni noti scrittori e disegnatori di fumetti horror, tra cui Ashley Wood, Ben Templesmith e Steve Niles. La casa editrice si è specializzata in fumetti su licenza, avendo acquistato i diritti di marchi come Underworld, 24, Angel (passato ai Boom!Studios), CSI, Ghostbusters, Transformers, Star Trek, Dick Tracy, Doctor Who, G.I. Joe, My Little Pony - L'amicizia è magica, Skylanders, True Blood, Tartarughe Ninja, Judge Dredd e Godzilla. In questo campo, ovvero i fumetti pubblicati di licenza ha come maggior rivale la Dark Horse Comics, di cui ha imitato una politica editoriale che potesse mettere in risalto il catalogo della casa editrice proponendo opere che vanno ad espandere gli universi narrativi di franchise già noti ai lettori e ai potenziali acquirenti. Nel 2015 la IDW ha acquistato i diritti di pubblicazione negli Stati Uniti dei personaggi Disney classici, che non comparivano su fumetti statunitensi da diversi anni. Le prime riviste ad essere lanciate sono Uncle Scrooge, Mickey Mouse e Donald Duck.
Non ha però trascurato la produzione di fumetti originali e creator-owned quali Lock & Key di Joe Hill e Robert Rodriguez, Usagi Yogimbo di Stan Sakai (titolo strappato alla Dark Horse che lo pubblicava da tre decenni), Ragnarok di Walter Simonson, Wynonna Earp di Beau Smith, Zombies versus Robots di Chris Ryall e Ashley Wood, e molti altri.

## Storia

### Contesto e fondazione (1998-1999)
La IDW, acronimo di Idea + Design Works nasce su iniziativa di Ted Adams e viene ufficialmente fondata nel 1999 insieme ai tre co-fondatori Alex Garner, Kris Oprisko e Robbie Robbins. La fine degli anni novanta sembra segnare un cambiamento decisivo nel campo del mercato fumettistico, reduce da un quinquennio molto difficile a livello finanziario in seguito al collasso delle vendite del biennio 1995-1996. Per Ted è stato un decennio dove ha potuto farsi esperienza e collaborare con personaggi leader nel settore. I suoi esordi sono alla Eclipse Comics dove instaura una salda amicizia con Steve Niles e Beau Smith. Qui impara ad affrontare le difficoltà e i problemi delle case editrici indipendenti, passo che lo porta a lavorare per la Dark Horse Comics di Mike Richardson, capace di prosperare anche in periodi incerti e precari. Da Richardson impara alcune strategie editoriali che poi risulteranno fondamentali per lo sviluppo della IDW Publishing, che ne diverrà un competitor. Successivamente lavora anche per la Image Comics, in particolare per lo studio di Todd McFarlane e Terry Fitzgerald, ma anche per la WildStorm di Jim Lee. Il suo desiderio è però sempre stato quello di fondare una propria compagnia e il momento sembra propizio tra il 1998 e il 1999, mentre Jim Lee sta trattando con la DC Comics per l'acquisizione degli Wildstorm da parte della grande major fumettistica. Lavorando per Jim Lee conosce l'inchiostratore Alex Garner. Con lui concorda che i cambiamenti per l'industria del fumetto e dei portano evidente la necessità di creare un creative service client, ovvero un laboratorio di idee e sviluppo che serva da supporto per chi produce fumetti, opere cross-mediali, fumetti e qualsiasi tipo di produzione legato all'entertainment. Lo stesso Jim Lee lo supporta nell'iniziativa offrendogli consigli e suggerendogli di essere affiancato da una figura d'esperienza come Robbie Robinson. Inoltre Lee offre a Oprisko e Adams il pacchetto clienti già in possesso degli studios Wildstorm. Ora che rientrano a far parte della DC e quindi di un colosso corporativo quale la Warner Bros. non necessitano più di questo tipo di attività collaterale. Questo garantisce una base di partenza che spinge Ted e gli altri fondatori a compiere il passo definitivo. La riunione finale tra i 4 fondatori (Ted Adam, Alex Garner, Kris Oprisko e Robbie Robinson) avviene in un bar a San Diego dove siglano una LLC paperwork (comparabile ad una Società a responsabilità limitata), compagnia poi nominata IDW. Iniziano a lavorare con una varietà di clienti in vari campi tra i quali: videogame, film, televisione, giochi di carte collezionabili e fumetti. I servizi della compagnia includono character design, concept design, concept dei loghi, colorazione al computer, fumetti personalizzati, carte collezionabili personalizzate, design del menu di DVD, guide online e stampate, storie stampate e altro. Scott Dunbier diviene lo Special Projects Editor di IDW. Inizialmente non vi era il progetto di diventare una casa editrice e arrivare ad essere un brand riconosciuto e affermato nel campo dei media.
Tra i clienti della compagnia figurano Activision, Artisan Entertainment, Bandai America, BBC, Brady Games, Cartoon Network, Dimension Films, Electronic Arts, Fox Family, Golden Books, LEGO, Lions Gate, The Man Show, Microsoft, Pepsi, Pioneer, Revolution Studios, Square, Simon & Schuster, Trimark Pictures, Upper Deck e altri. Una tale possibilità lavorativa, ereditata in gran parte dalla Wildstorm, permette alla IDW di generare profitti già dal primo anno di attività, garantendo ai quattro fondatori il raggiungimento del loro primo obiettivo ovvero il poter mantenere le proprie famiglie, un cash flow positivo e cominciare a pensare ad un'eventuale espansione o partnership strategica.
Nel 2007, la IDT Corporation ha acquistato la maggioranza delle azioni di IDW. Nel 2009, IDT ha creato CTM Holdings tramite una scissione non tassata. Questa nuova compagnia coincide con l'interesse maggioritario di IDW e CTM Media Group.

### IDW Publishing: prima fase di espansione (dalla fine anni novanta al 2020)
La prima serie di fumetti tradizionali della compagnia, 30 Days of Night, creata da Steve Niles e Ben Templesmith, diede inizio a una battaglia di offerte a sette cifre tra DreamWorks, MGM e Senator International, che risultò nella vittoria di quest'ultima e nell'affidamento a Sam Raimi della produzione. Steve Niles ha continuato a collaborare con la IDW principalmente per la realizzazione di fumetti di genere horror creator-owned, tra questi ha riscosso particolare interesse la serie October Faction (distribuita dal 2014), opzionata da Netflix per una serie televisiva.
Il secondo titolo, Popbot, ha ricevuto due Spectrum Gold Awards.
IDW pubblica anche fumetti basati sul franchise CBS CSI. Gli altri fumetti di cui IDW ha acquistato la licenza comprendono Mars Attacks della Topps Company, Underworld di Sony, The Shield di FX, e 24 e Angel di Fox; Transformers e G.I. Joe di Hasbro, Land of the Dead e Shaun of the Dead di Universal Studios; e Silent Hill, Castlevania, Metal Gear Solid e Speed Racer di Konami.
A partire dal 2008 la compagnia ha avuto la licenza per la serie Doctor Who dalla BBC, lanciando due titoli concorrenti: Doctor Who Classics, che ristampa strisce di fumetti colorate con le avventure del quarto Dottore, pubblicate originariamente nei tardi anni Settanta e nei primi anni Ottanta da Doctor Who Magazine, e Doctor Who: Agent Provocateur, una serie limitata originale in sei parti sulle avventure del decimo Dottore, scritta e supervisionata dallo script editor della serie TV Gary Russell. Un'altra serie limitata in sei parti intitolata Doctor Who: The Forgotten di Tony Lee e Pia Guerra è iniziata a metà 2008, assieme a una serie di storie autoconclusive mensili. Nel luglio 2009 ha avuto inizio la serie Doctor Who, con protagonista il decimo Dottore, scritta da Tony Lee e illustrata da un team di artisti a rotazione.
IDW ha creato assieme a EA Games nel tardo 2009 una pubblicazione chiamata EA Comics, incentrata sugli adattamenti dei videogame EA Games; i primi titoli comprendevano Army of Two e Dragon Age.
Il 6 settembre 2011, per il decimo anniversario degli attentati dell'11 settembre 2001, IDW e Charlie Foxtrot Entertainment hanno pubblicato la graphic novel Code Word: Geronimo, scritta dall'ex-capitano degli United States Marine Corps Dale Dye e da Julia Dye e disegnata da Gerry Kissell. La graphic novel ha raggiunto la ventiduesima posizione nella top 100 di Diamond Comics nel primo mese di pubblicazione.
Il 12 marzo 2012 IDW ha annunciato che avrebbe pubblicato nuovi fumetti basati su Judge Dredd e Il corvo. Sempre nel 2012, Hasbro ha concesso alla IDW la licenza per utilizzo di My Little Pony - L'amicizia è magica per una serie a fumetti. La serie ha riscosso grande successo, con oltre 100 000 pre-ordini del primo numero, il che l'ha reso uno dei fumetti singoli più richiesti del 2012 e il fumetto di maggior successo nella storia di IDW; la compagnia ha dovuto programmare una ristampa per poter soddisfare ulteriore domanda, nonché una ripubblicazione del primo set come volume singolo nel 2013.
Il mensile e le sue "micro-serie" si sono regolarmente classificati tra i 100 fumetti più venduti del mese, e il titolo, che rimane la pubblicazione di punta di IDW, è uno dei pochi non DC o Marvel, assieme The Walking Dead, ad apparire nella lista.
Nel febbraio 2013, IDW ha annunciato una partnership con Cartoon Network allo scopo di pubblicare fumetti basati sulle serie TV del canale, come Le Superchicche, Ben 10, Il laboratorio di Dexter, Samurai Jack, Johnny Bravo, Generator Rex e altri, e ristampare altri fumetti Cartoon Network.
Nel gennaio 2015, IDW comunica di aver acquisito Top Shelf Productions, editore - tra gli altri - di molti fumetti di Alan Moore.
Nel 2016, IDW e Disney Comics hanno cominciato a pubblicare PK - Paperinik New Adventures con il titolo di Duck Avenger, cancellata dopo sei numeri (numerati da zero a cinque) per scarse vendite.
Al San Diego Comic-Con International 2017, SEGA of America e IDW, hanno annunciato la creazione di una nuova serie a fumetti basata su Sonic the Hedgehog a partire da aprile 2018 in seguito alla chiusura della serie precedente edita da Archie Comics. I comunicati delle due case editrici hanno confermato che tra i creatori ci sarebbero stati i maggiori autori della serie Archie assieme a nuovi.

### Fase di ristrutturazione (dal 2020)
La IDW Media Publishing, proprietaria della IDW Publishing e IDW Entertainment avvia dal 2023 una riorganizzazione della struttura aziendale interna che porta al licenziamento del 39% della sua forza lavoro. Questo porterà ad un risparmio delle spese annuali di circa quattro milioni e mezzo di dollari all'anno. La IDW non dichiara ufficialmente di affrontare uno stato di crisi finanziaria o problemi di solvenza ma afferma:«questa è solo la prima di una serie di mosse significative in risposta alle sfide operative necessarie per posizionare l'azienda in vista di una ripresa e di una crescita futura».